# St. Paul's Bay

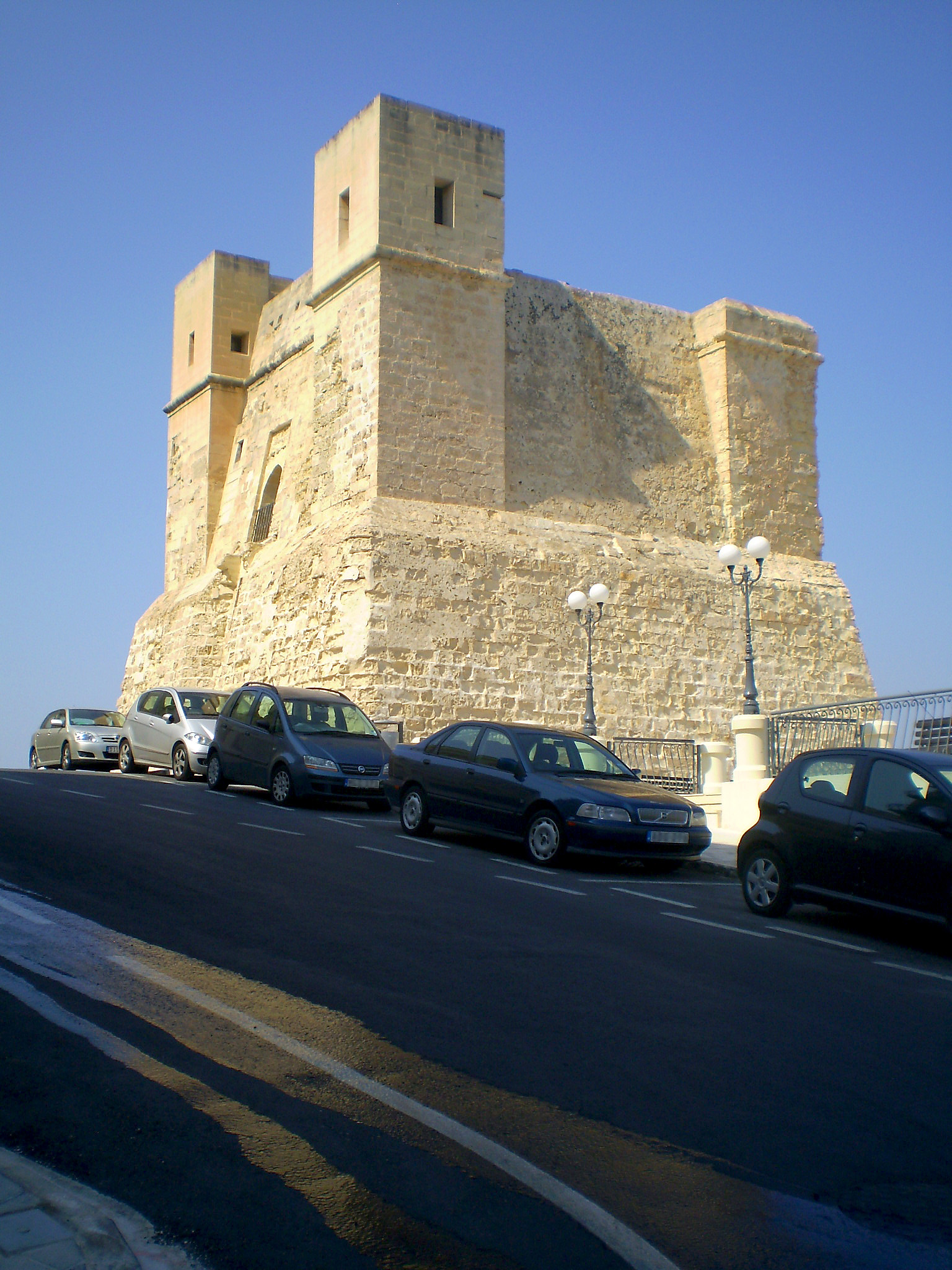
Wignacourttornet i St. Paul's Bay

St. Paul's Bay (maltesiska San Pawl il-Baħar) är en stad och kommun på Malta, belägen sexton kilometer från huvudstaden Valletta. Staden ligger vid södra sidan av viken med samma namn.
I kommunen ingår förutom själva staden St. Paul's Bay städerna och samhällena Qawra, Buġibba, Xemxija, Burmarrad, Mselliet, San Martin samt delar av Bidnija och Mistra. Buġibba och Qawra är helt sammanbyggda med St. Paul's Bay och uppfattas närmast som stadsdelar.
Staden har fått sitt namn efter Paulus, som enligt traditionen led skeppsbrott vid Saint Paul's Islands, på sin väg till Rom. Öarna är belägna strax norr om staden, på andra sidan viken. På den största av öarna finns en fyra meter hög staty av Paulus på en åtta meter hög pelare. Vid Paulus fötter finns den orm som han enligt Apostlagärningarna blev biten av då han var på Malta. 

## Saint Paul's Bay-tornet
I staden finns Saint Paul's Bay-tornet, det äldsta av de många torn som Malteserorden uppförde på Malta, med undantag för det äldre Garzestornet som uppfördes 1605 på ön Gozo. Det revs under 1800-talet för att få sten till ett brobygge. Saint Paul's Bay-tornet är ett av de sju Wignacourttornen, uppförda av stormästaren Alof de Wignacourt. Fem av tornen finns kvar idag. Saint Paul's Bay-tornet byggdes 1610 som ett spanings- och försvarstorn med kanoner vid viken som staden ligger vid. Tornet har på senare år restaurerats och är idag museum. Det visar tornets funktion genom tiderna.

## Sport
- Sirens FC – fotbollsklubb.[2][3][4]